# Hypotephrina confertaria
Hypotephrina confertaria är en fjärilsart som beskrevs av W. Warren 1914. Hypotephrina confertaria ingår i släktet Hypotephrina och familjen mätare. Inga underarter finns listade i Catalogue of Life.